# Episodi di Naruto: Shippuden (ventunesima stagione)
La Saga dell'attivazione dello Tsukuyomi Infinito  (無限月読・発動の章?, Mugen Tsukiyomi hatsudō no shō) costituisce la ventunesima stagione dell'anime Naruto: Shippuden ed è composta dagli episodi che vanno dal 414 al 431. La regia è di Hayato Date ed è prodotta da TV Tokyo e Pierrot. Gli episodi, tratti dal manga di Masashi Kishimoto Naruto, si focalizzano sulla battaglia tra Gai Maito e Madara Uchiha, su Naruto Uzumaki e Sasuke Uchiha che incontrano l'eremita delle sei vie, e sull'attivazione dello Tsukuyomi infinito.
La ventunesima stagione è stata trasmessa in Giappone dal 28 maggio 2015 al 24 settembre 2015 su TV Tokyo. È stata pubblicata in simulcast con sottotitoli in italiano sulla piattaforma Crunchyroll. L'edizione doppiata in italiano è stata trasmessa su Italia 2 dal 28 novembre 2023 al 9 gennaio 2024.
La stagione adotta una sigla di apertura: Kaze di Yamazaru (episodi 414-431), e due sigle di chiusura: Kotoba no iranai yakusoku di Sana (episodi 414-417), Niji no sora dei Flow (episodi 418-431).

## Lista episodi
| Nº  | Titolo italiano Giapponese 「Kanji」 - Rōmaji | In onda           | In onda          |
| Nº  | Titolo italiano Giapponese 「Kanji」 - Rōmaji | Giapponese        | Italiano         |
| 414 | In punto di morte 「死の際」 - Shi no kiwa | 28 maggio 2015    | 28 novembre 2023 |
| 414 | Naruto, a causa dell'estrazione del Novecode, e Sasuke, trafitto da Madara, stanno entrambi per morire. Mentre Kakashi e Minato tengono impegnato Zetsu Nero, Obito cerca di respingerlo per far sì che il suo ex-compagno distrugga il Rinnegan; il giovane Uchiha, nel frattempo, viene raggiunto da qualcuno che emana uno strano chakra mentre Orochimaru ed il suo team riescono a sconfiggere la statua creata dallo Zetsu a spirale ed a immobilizzarlo con un segno maledetto che lo stesso ninja immortale gli applica. Il gruppo si dirige quindi da Sasuke, con Karin che percepisce un chakra negativo accanto a lui; Madara, nel frattempo, evoca il Decacoda e lo assorbe diventandone la nuova forza portante, per poi dirigersi verso Zetsu Nero con l'intento di riprendersi personalmente il suo Rinnegan sinistro. Gaara, su consiglio di Kurama, porta Naruto insieme a Sakura da Minato per trapiantare l'altra metà della Volpe in lui e salvarlo; arrivati dal Quarto Hokage, Gaara lo informa di cosa è successo a suo figlio e gli chiede di trasferire in lui l'altra metà di Kurama. Minato acconsente affermando che lo aiuterà e lo difenderà a costo della vita come promise a Kushina, ma Zetsu Nero osservata la cosa si mette di mezzo ed assorbe l'altra metà della Volpe prima che Minato possa donarla a Naruto. Madara, mentre si dirige da Zetsu, sputa i Tesori dell'Eremita delle Sei Vie, affermando che è solo robaccia inutile, ed i due artefatti piovono di conseguenza sulle teste di Gai e Rock Lee mentre Ten Ten li osserva incuriosita. Madara raggiunge, quindi, Zetsu e lo informa che è venuto per prendere di persona il Rinnegan sinistro. |                   |                  |
| 415 | I due Mangekyo 「二つの万華鏡」 - Futatsu no mangekyō | 4 giugno 2015     | 5 dicembre 2023  |
| 415 | Madara ordina a Zetsu di staccarsi da Obito e di portargli sia il Rinnegan che la metà della Volpe rubata a Minato; Obito, tuttavia, ripreso il controllo, tramite il suo Sharingan blocca Zetsu e domanda a Madara cosa sia per lui. Questi gli risponde che è solo una pedina da usare e che, esattamente come tutti quelli che la pensano come lui, è Madara; successivamente, l'ex-capo degli Uchiha gli racconta che il chakra condiviso dall'Eremita delle Sei Vie doveva connettere l'anima delle persone, ma queste finirono con il trasformarlo in un'arma dando vita alle tecniche ninja, che hanno finito col far precipitare gli uomini nell'odio e nel conflitto perpetuo, ritornando alla stessa situazione in cui ci si era trovati quando Kaguya, la madre dell'Eremita, usò il chakra come arma. Madara poi afferma che intende porre fine a tutto questo usando lo Tsukuyomi infinito e che Obito, se lo aiuterà, sarà di nuovo il salvatore del pianeta. Minato, Gaara e Kakashi tentano un ultimo attacco, ma Madara li ferma con grande facilità; giunto davanti a lui, Obito lo trafigge e inizia ad estrarre il chakra dell'Eremita ed a recuperare i cercoteri, affermando poi di essere ancora l'Obito Uchiha che voleva diventare Hokage. A questo punto, con il Kamui, trasporta Sakura e Naruto nella dimensione della tecnica oculare e si ritrova con Kakashi a combattere contro Madara, cosa che gli fa rivivere i primi momenti di conoscenza fra i due. |                   |                  |
| 416 | La squadra Minato 「結成・ミナト班」 - Kessei: Minato han | 11 giugno 2015    | 5 dicembre 2023  |
| 416 | Flashback incentrato sul passato del Team Minato. |                   |                  |
| 417 | Sarai tu la mia spalla 「お前はバックアップだ」 - Omae wa bakkuappuda | 25 giugno 2015    | 5 dicembre 2023  |
| 417 | Una volta finito il flashback sul passato del Team Minato, Obito e Kakashi si preparano ad affrontare insieme Madara: l'essere vicini aumenta le capacità dei loro Sharingan e la velocità del Kamui; grazie a ciò, Obito riesce a raggiungere Naruto e Sakura nella dimensione spazio-temporale per restituire al ragazzo la Volpe mentre Kakashi viene salvato dall'attacco di Madara da Gai. |                   |                  |
| 418 | La bestia verde contro Madara 「碧き猛獣VS六道マダラ」 - Ao no Mōjū VS Rikudō Madara | 2 luglio 2015     | 12 dicembre 2023 |
| 418 | Il gruppo di Orochimaru raggiunge Sasuke scoprendo che in aiuto di quest'ultimo è già giunto Kabuto: questi, liberatosi dal ciclo dell'Izanami di Itachi dopo avere compreso i suoi errori, sta di fatto salvando la vita del giovane Uchiha usando il suo chakra eremitico ed alcune cellule rigenerative del Primo Hokage. Nel frattempo, Minato e gli altri sono ancora alle prese con Madara e comprendono che l'unica arma che possono usare contro di lui è il taijutsu di Gai, che apre immediatamente sette porte del chakra e attacca l'avversario con la Tigre del Mezzogiorno; il colpo, tuttavia, non ha l'effetto sperato e Gai decide di aprire anche l'ultima porta, l'ottava, nota come la porta della Morte, nonostante il parere contrario di tutti i suoi compagni, compreso Rock Lee. Inizia quindi un flashback sugli insegnamenti che Gai ricevette da piccolo da suo padre Dai Maito e della prima volta in cui conobbe Kakashi, che lo aiutò contro due ninja che si erano presi gioco di padre e figlio. |                   |                  |
| 419 | La giovinezza di papà 「パパの青春」 - Papa no seishun | 9 luglio 2015     | 12 dicembre 2023 |
| 419 | Il giovane Gai, dopo aver compiuto 500 giri attorno all'accademia ninja per aver fallito l'esame di ammissione, ottiene l'approvazione dal Terzo Hokage di entrare a farne parte. Benché Gai non sappia usare i ninjutsu, comincia ad allenarsi duramente, su sostegno di suo padre Dai, e osserva il prodigioso Kakashi, spinto dalla voglia di raggiungerlo e superarlo. Passato qualche anno, i due ragazzi crescono sfidandosi continuamente finché una sera Dai insegna a Gai l'apertura delle otto porte del chakra, una tecnica segreta, maturata in vent'anni di allenamento, che dovrà essere usata da lui solo nel caso in cui abbia qualcosa di davvero importante da proteggere. Una volta finito il flashback, la stessa tecnica mortale verrà attivata proprio da Gai per affrontare il Madara delle Sei Vie, affermando che il suo sacrificio sarà necessario per proteggere la futura generazione ninja della Foglia. |                   |                  |
| 420 | Le otto porte del Chakra 「八門遁甲の陣」 - Hajimon tonkō no jin | 23 luglio 2015    | 12 dicembre 2023 |
| 420 | Gai inizia a combattere contro Madara dopo aver aperto l'ottava porta del chakra e usando una nuova e potentissima tecnica, l'Elefante della Sera; Minato, nel frattempo, coordina un attacco combinato tra sé stesso, Kakashi, Gaara e Rock Lee in modo da separare Madara dalle sue sfere nere grazie al Kamui del suo ex-allievo, ma nonostante tutto questo l'ex capo degli Uchiha si rialza pronto a continuare lo scontro. Naruto, nel mentre, si risveglia nel suo mondo interiore, dove viene avvicinato da un misterioso anziano che si rivela essere Hagoromo Otsutsuki, noto anche come l'Eremita delle Sei Vie: questi, dopo avergli spiegato che la sua anima può viaggiare nel tempo e nello spazio, comincia a narrargli la storia della sua famiglia. Sua madre Kaguya Otsutsuki venne da terre lontane per impadronirsi del frutto dell'Albero Divino; una volta rubatolo pose fine a tutte le guerre nel mondo diventando il primo umano a possedere il chakra e divenne una dea immortale, venerata dagli uomini. Kaguya ebbe poi due figli, Hagoromo e Hamura, e insieme i due riuscirono a fermare l'Albero, furioso per il furto del frutto e trasformatosi nel Juubi, sigillando quest'ultimo in Hagoromo. Questi ebbe a sua volta due figli, Indra e Ashura, ai quali insegnò il credo ninja; il primo aveva ereditato le straordinarie abilità del padre e pertanto giunse a ritenere che la cosa più importante fosse il potere, mentre il secondo, che risvegliò il suo chakra latente grazie all'aiuto delle persone a lui care, identificò nell'amore il sentimento centrale della vita. Hagoromo scisse quindi il potere del Juubi nei nove cercoteri e nominò Ashura suo erede per guidare l'umanità alla reciproca comprensione; Indra tuttavia non accettò la decisione del padre e si rivoltò contro Ashura, dando vita ad un terribile conflitto che portò i due fratelli alla morte. Il loro chakra, però, non smise mai di reincarnarsi nel tempo, tanto che l'eremita afferma che Ashura si è infine reincarnato proprio in Naruto. |                   |                  |
| 421 | L'Eremita delle Sei Vie 「六道仙人」 - Rikudō Sennin | 30 luglio 2015    | 19 dicembre 2023 |
| 421 | Hagoromo rivela a Naruto che Sasuke è la reincarnazione di Indra e che le precedenti reincarnazioni dei suoi figli furono Madara e Hashirama; l'Uchiha, tuttavia, modificò il processo di reincarnazione poiché, avendo assorbito le cellule del Primo Hokage e risvegliato il Rinnengan, ottenne un potere simile a quello dell'Eremita stesso. Questi, nello stesso momento, sta portando avanti la stessa conversazione con Sasuke rivelando che Madara deve essere fermato poiché punta ad ottenere la stessa forza divina di Kaguya, che venne corrotta dall'immenso potere ottenuto e scagliò sul mondo lo Tsukuyomi infinito; questa, come spiega Hagoromo, non è una normale tecnica illusoria ma un diabolico potere che rende schiavi dell'Albero Divino e che Kaguya poté usare poiché possedeva tutte le tre arti oculari. Hagoromo supplica quindi Naruto di fermare Madara quando appaiono i cercoteri, presenti dentro il giovane grazie ad Obito, che lo incitano a combattere; sia lui che Sasuke accettano la proposta, così l'Eremita dona ad entrambi parte del suo potere, riconoscendo di essersi sbagliato a trascurare in passato il figlio maggiore. Madara intanto continua lo scontro con Gai che, ormai senza più forze, decide di sfoderare la sua tecnica più devastante e, dopo aver ricordato il suo primo incontro con Kakashi, scaglia il Gai della Notte; l'attacco è talmente potente da distorcere lo spazio investendo Madara e distruggendogli la parte sinistra del corpo, ma ciò praticamente costa la vita al maestro di Rock Lee. Rigenerata la parte del corpo distrutta con il potere delle Sei Vie, Madara si appresta a finire Gai, ma a salvare quest'ultimo interviene Naruto, che calcia via una delle sfere nere per poi rivitalizzare il rivale di Kakashi. |                   |                  |
| 422 | L'erede 「受け継がれるもの」 - Uketsugareru mono | 6 agosto 2015     | 19 dicembre 2023 |
| 422 | Konohamaru pulisce l'appartamento di Naruto nella speranza che l'amico apprezzando il gesto gli insegni una nuova tecnica che possa aiutarlo a diventare forte quanto lui, ma dopo avergli mostrato la sua tecnica seducente migliorata, Naruto lo rimprovera di essere ancora un bambino immaturo però alla fine decide di accontentarlo regalandogli un palloncino pieno d'acqua con cui dovrà allenarsi per imparare ha usare il Rasengan. |                   |                  |
| 423 | Il rivale di Naruto 「ナルトのライバル」 - Naruto no raibaru | 6 agosto 2015     | 19 dicembre 2023 |
| 423 | Tsunade è frustrata perché Orochimaru è sfuggito di nuovo alla sua presa. Shizune la informa che Konohamaru sta imparando il Rasengan da Naruto. |                   |                  |
| 424 | Rialzarsi 「立つ」 - Tatsu | 13 agosto 2015    | 26 dicembre 2023 |
| 424 | Naruto, dopo aver salvato la vita a Gai, blocca l'esito finale delle otto porte del Chakra di quest'ultimo, scongiurandone la morte. L'Uzumaki attacca Madara faccia a faccia usando il chakra dei cercoteri e, così facendo, crea una versione del Rasenshuriken che taglia l'Albero Divino; l'Uchiha, a questo punto, sente una voce provenire dall'Albero stesso che lo spinge ad assorbire la gigantesca pianta. Sasuke, nel frattempo, libera il Secondo Hokage e si separa da Orochimaru e gli altri, giungendo poco dopo sul campo di battaglia per iniziare a combattere al fianco di Naruto contro Madara. Grazie al Rinnengan del suo occhio sinistro, il giovane Uchiha è in grado di vedere il Madara-ombra creato con il Limbo e, grazie a questo, riesce a coordinare i suoi attacchi con quelli di Naruto; a questo punto, tuttavia, Madara fugge dallo scontro, ruba lo Sharingan di Kakashi e si teletrasporta nella dimensione del Kamui per riprendersi il suo Rinnengan sinistro da Obito, un attimo prima che Sakura lo distrugga con un kunai, su richiesta di quest'ultimo. |                   |                  |
| 425 | Il sogno infinito 「無限の夢」 - Mugen no yume | 20 agosto 2015    | 26 dicembre 2023 |
| 425 | Obito salva Sakura dall'attacco di Madara rimandandola da Kakashi col Kamui; rimasti da soli, l'ex-capo degli Uchiha gli rivela di essere stato lui ad orchestrare la morte della sua amata Rin così da scoprire l'entità del suo potere latente e di averlo scelto perché una persona che ama con la sua intensità è la pedina perfetta una volta convertito al male. Naruto, intanto, ricostruisce l'occhio sinistro di Kakashi il quale, dopo aver ricordato i primi momenti del Team 7, chiede a Sasuke quale sia il suo sogno, ma l'ex-allievo non gli risponde. Madara ritorna quindi da loro sul campo di battaglia con il Rinnengan in entrambi gli occhi e con Obito, ormai assoggettato allo Zetsu nero: i tre giovani ninja si scagliano quindi contro di lui e le sue ombre finché il rivale del Primo Hokage non ricorre al Chibaku Tensei, col quale crea degli enormi meteoriti. Tenendoli impegnati con essi, Madara si erge nel cielo fino alla luna, sulla cui superficie riflette l'occhio del Juubi apparso sulla sua fronte dopo aver assorbito l'Albero Divino e ottenuto i poteri da lui bramati: lo Tsukuyomi infinito è ormai alle porte. |                   |                  |
| 426 | Lo Tsukuyomi infinito 「無限月読」 - Mugen Tsukuyomi | 27 agosto 2015    | 26 dicembre 2023 |
| 426 | Ultimati i preparativi, Madara lancia lo Tsukuyomi infinito: una luce sfolgorante si propaga così in tutto il mondo facendo cadere nel genjutsu tutti gli esseri viventi; gli unici a salvarsi sono gli Hokage resuscitati tramite l'Edo Tensei ed il Team 7, protetto dal Susano'o creato dal Rinnengan di Sasuke, il quale riflette la luce lunare. Hinata, poco prima di cadere vittima dell'illusione, prova a chiamare Naruto, che, percependo la sua richiesta d'aiuto, si precipita per andare a salvarla, venendo però fermato da Sasuke che gli spiega come, una volta fuori dal Susanoo, nemmeno lui potrebbe sfuggire allo Tsukuyomi. Poco dopo che la tecnica viene lanciata, lo Zetsu a spirale abbandona lo scontro con Onoki ed i suoi uomini rivelando di essere il contenitore di Yamato: questi, dopo essere stato avvicinato dal Terzo Hokage, cade anch'egli nell'illusione e, esattamente come gli altri, viene imbrigliato in un bozzolo appeso all'albero creato da Madara tramite l'Arte del legno. Una volta in trappola, Yamato sogna di diventare il capitano ufficiale del Team 7 e di riportare Sasuke a Konoha, dicendo di aver trovato finalmente un posto in cui sentirsi a casa. |                   |                  |
| 427 | Nel mondo dei sogni 「夢の世界へ」 - Yume no sekai e | 3 settembre 2015  | 2 gennaio 2024   |
| 427 | Ten Ten dopo essere finita sotto l'influsso dello Tsukuyomi Infinito lanciato da Madara Uchiha, si ritrova a Konoha intrappolata nel mondo alternativo del film Naruto - La via dei ninja e cerca disperatamente un modo per tornare indietro. |                   |                  |
| 428 | Il mondo di Tenten 「テンテンの居場所」 - Tenten no ibasho | 3 settembre 2015  | 2 gennaio 2024   |
| 428 | Nel mondo dei sogni, creato dallo Tsukuyomi Infinito, Ten Ten, sempre in cerca di un modo per tornare nel mondo reale, viene accusata di essere una spia del Villaggio della Pioggia e imprigionata. Alla fine, grazie all'aiuto di Neji Hyuga e Rock Lee, riesce a dimostrare la sua innocenza e a sventare l'invasione di Konoha architettata da Hanzo della Pioggia. |                   |                  |
| 429 | Killer Bee Rappuden - Parte 1 「キラービー落風伝・天の巻」 - Kirabi rappūden: ten no maki | 10 settembre 2015 | 2 gennaio 2024   |
| 429 | Killer Bee rimane intrappolato nell'illusione creata dallo Tsukuyomi Infinito, dopo che il suo cercoterio viene catturato da Madara Uchiha. |                   |                  |
| 430 | Killer Bee Rappuden - Parte 2 「キラービー落風伝・地の巻」 - Kirabi rappūden: chi no maki | 17 settembre 2015 | 9 gennaio 2024   |
| 430 | Killer Bee, riuscito nell'intento di riunire tutte le Forze Portanti, difende la principessa che, a sua detta, sarebbe in grado di sconfiggere l'organizzazione Alba e recuperare la forza rubata ai Cercoteri. I nove riescono a respingere l'attacco fatto dal gruppo criminale e il successo convince Killer Bee a rimanere all'interno dell'illusione dello Tsukuyomi Infinito. |                   |                  |
| 431 | Sorridi per me, ancora una volta 「あの笑顔をもう一度」 - Ano egao o mō ichido | 24 settembre 2015 | 9 gennaio 2024   |
| 431 | Karin rivive alcuni eventi del suo passato, mentre Tsunade è intrappolata nell'illusione dello Tsukuyomi Infinito. |                   |                  |

## DVD

### Giappone
Gli episodi della ventunesima stagione di Naruto: Shippuden vengono distribuiti in Giappone anche tramite DVD, dal 3 febbraio 2016 all'11 maggio 2016.
| Volume | Episodi | Data di pubblicazione | Extra |
| ------ | ------- | --------------------- | ----- |
| 1      | 414-417 | 3 febbraio 2016       | —     |
| 2      | 418-421 | 2 marzo 2016          | —     |
| 3      | 422-426 | 6 aprile 2016         | —     |
| 4      | 427-431 | 11 maggio 2016        | —     |